# Edward Michael Egan

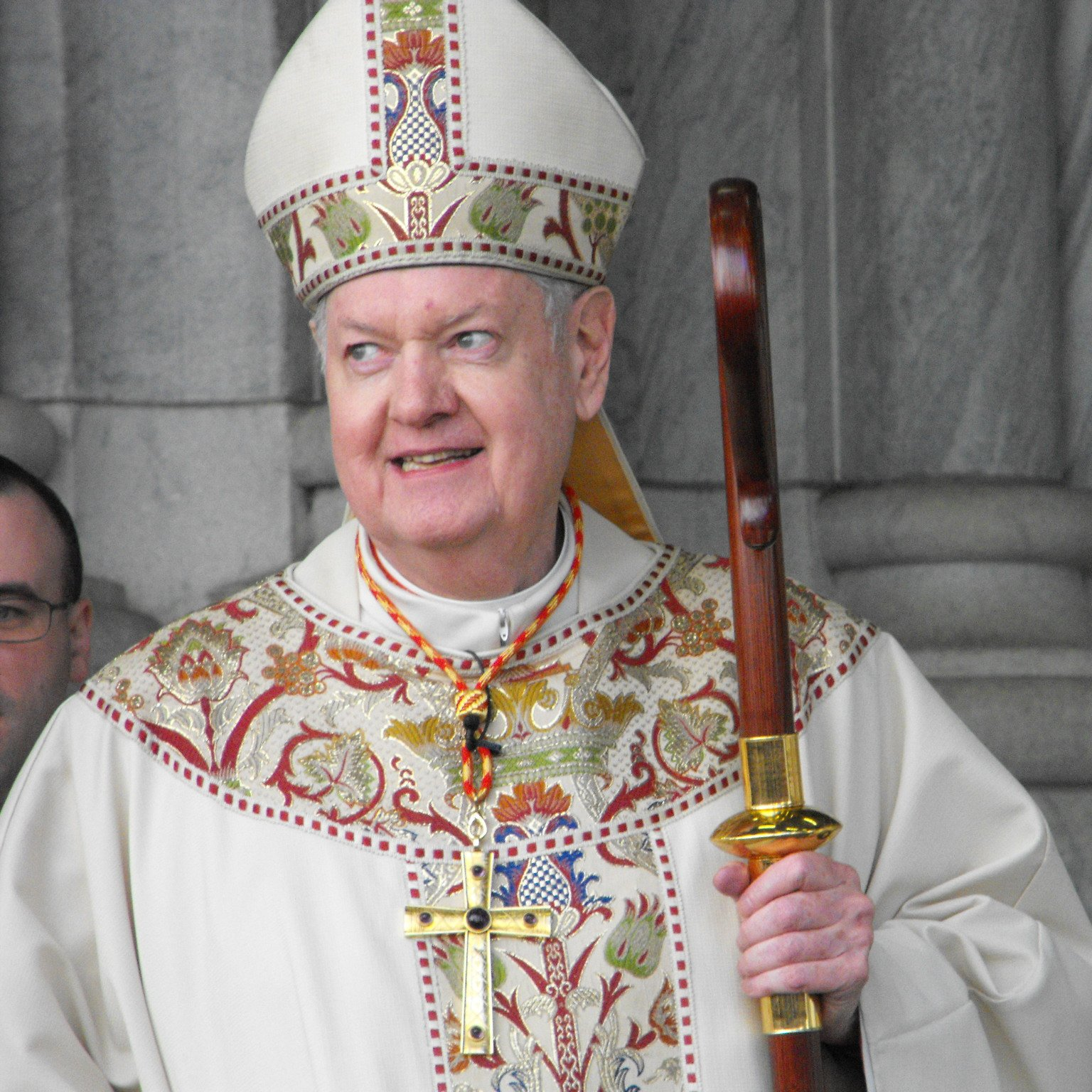
Edward Michael Kardinal Egan (2009)

Wappen von Edward Michael Kardinal Egan

Edward Michael Kardinal Egan (* 2. April 1932 in Oak Park, Illinois; † 5. März 2015 in New York City) war Erzbischof von New York.

## Leben
Edward Michael Egan empfing nach dem Studium der Katholischen Theologie und Philosophie, die er mit einer Promotion im Fachbereich Kanonisches Recht an der Päpstlichen Universität Gregoriana in Rom abschloss, am 15. Dezember 1957 das Sakrament der Priesterweihe.
Anschließend arbeitete er als Sekretär von Kardinal Albert Meyer und als Subregens des römischen Studienkollegs für die nordamerikanischen Studenten. Von 1964 bis 1972 nahm er im Erzbistum Chicago Verwaltungsaufgaben im Bereich Ökumene und Menschenrechtsfragen wahr. Papst Paul VI. ernannte ihn am 20. November 1972 zum Richter (Prelato Uditore) am Gerichtshof der Rota Romana. Gleichzeitig unterrichtete er die Studenten der Päpstlichen Universität Gregoriana in Praktischen Rechtsfragen.
Am 1. April 1985 ernannte ihn Papst Johannes Paul II. zum Titularbischof von Allegheny und Weihbischof in New York. Am 22. Mai 1985 empfing er durch Bernardin Kardinal Gantin die Bischofsweihe; Mitkonsekratoren waren der Erzbischof von New York, John Joseph O’Connor, und der Bischof von Arlington, John Richard Keating. Am 5. November 1988 ernannte ihn  Johannes Paul II. zum Bischof von Bridgeport und am 11. Mai 2000 zum Erzbischof von New York.
2000 wurde er vom Kardinal-Großmeister des Ritterordens vom Heiligen Grab zu Jerusalem, Carlo Furno, zum Großprior der Statthalterei USA Eastern des Ritterordens vom Heiligen Grab zu Jerusalem mit Sitz in New York ernannt.
Dem Kardinalskollegium gehörte Edward Michael Egan seit dem 21. Februar 2001 als Kardinalpriester mit der Titelkirche Santi Giovanni e Paolo an. Im Oktober 2001 versah er die Aufgabe des Generalbevollmächtigten für die 10. Ordentliche Versammlung der Bischofssynode.
Er war Mitglied in der Kongregation für die orientalischen Kirchen, im Päpstlichen Rat für die Familie, der Apostolischen Signatur, der Präfektur für die ökonomischen Angelegenheiten des Heiligen Stuhls und Päpstlichen Kommission für die Kulturgüter der Kirche.
Im Juni 2003 wurde er dafür kritisiert, dass er die Namen von Priestern, die des sexuellen Missbrauchs beschuldigt wurden, nicht der Öffentlichkeit mitteilte. Sein Sprecher sagte, dass die Namen möglicherweise Unschuldiger geschützt werden sollten. Gruppen wie die liberale Voice of the Faithful kritisierten, dass das innerkirchliche Vorgehen, das vom staatlichen getrennt ist, nicht in der Öffentlichkeit stattfand. Er nahm nach dem Tod Johannes Pauls II. am Konklave 2005 teil.
Am 23. Februar 2009 nahm Papst Benedikt XVI. Egans aus Altersgründen vorgebrachtes Rücktrittsgesuch vom Amt des Erzbischofs von New York an. Nach dem Rücktritt Benedikts XVI. nahm er nicht am Konklave 2013 teil, da er die Altersgrenze von 80 Jahren bereits überschritten hatte. Er erlag im März 2015 einem Herzstillstand.